# Tipula querula
Tipula querula är en tvåvingeart som beskrevs av Alexander 1924. Tipula querula ingår i släktet Tipula och familjen storharkrankar. Inga underarter finns listade i Catalogue of Life.